# Nanafalia (Alabama)
Nanafalia es un lugar designado por el censo ubicado en el condado de Marengo en el estado estadounidense de Alabama. En el Censo de 2010 tenía una población de 94 habitantes y una densidad poblacional de 26,92 personas por km².

## Geografía
Nanafalia se encuentra ubicado en las coordenadas 32°6′41″N 87°59′45″O / 32.11139, -87.99583. Según la Oficina del Censo de los Estados Unidos, Nanafalia tiene una superficie total de 5.62 km², de la cual 5.62 km² corresponden a tierra firme y (0%) 0 km² es agua.

## Demografía
Según el censo de 2010, había 94 personas residiendo en Nanafalia. La densidad de población era de 26,92 hab./km². De los 94 habitantes, Nanafalia estaba compuesto por el 57.45% blancos, el 40.43% eran afroamericanos, el 0% eran amerindios, el 0% eran asiáticos, el 0% eran isleños del Pacífico, el 0% eran de otras razas y el 2.13% pertenecían a dos o más razas. Del total de la población el 0% eran hispanos o latinos de cualquier raza.